# Богарт, Андреа
Андреа Богарт (англ. Andrea Bogart, род. 1 июня 1977) — американская актриса. Богарт начала свою карьеру в качестве фотомодели, прежде чем в 2002 году дебютировать профессионально в дневной мыльной опере NBC «Дни нашей жизни». С тех пор она снялась в низкобюджетных фильмах ужасов «Темный волк» (2003), «Жадность» (2004), «Мрачная поездка» (2006), «Что-то не так в Канзасе» (2008) и «Сказки на ночь» (2008), а также появилась в эпизодах сериалов «Расследование Джордан», «C.S.I.: Место преступления Нью-Йорк», «Говорящая с призраками», «Части тела», «Два с половиной человека» и «Менталист».
Богарт наиболее известна благодаря своей роли Эбби Хавьер в дневной мыльной опере ABC «Главный госпиталь», где она снималась с 5 октября 2010 по 15 декабря 2011 года. После ухода из мыльной оперы, Богарт появилась в ещё нескольких малых фильмах, а в 2014 году получила первую крупную роль в прайм-тайм, во втором сезоне сериала Showtime «Рэй Донован».